# 達達尼爾 (加利福尼亞州)
達達尼爾（英語：Dardanelle）是位於美國加利福尼亞州圖奧勒米縣的一個非建制地區。該地的面積和人口皆未知。

## 地理
達達尼爾的座標為38°20′28″N 119°50′02″W / 38.34111°N 119.83389°W，而該地的平均海拔高度為1760米（即5774英尺）。